# Milkovice
Milkovice jsou v současnosti osada v okrese Jičín, asi 2 km severovýchodně od Libáně. Leží v údolí potoka Záhubka a skládá se z budov bývalého hospodářského dvora Milkovice na výrazném ostrohu na pravé straně údolí a z dalších pěti domů rozptýlených v údolí potoka podél silnice vedoucí do obce Zelenecká Lhota. Pod dvorem bylo v minulosti tvrziště.

## Historie
První písemná zmínka o Milkovicích pochází roku 1323, kdy je jako jejich majitel uváděn Albín z Milkovic. Ves zřejmě zanikla v husitských válkách, později jsou zde uváděny pouze tvrz a dvůr.
V letech 1961–1993 byla samostatnou obcí, ke které patřily Bačalky a Lično.

## Galerie

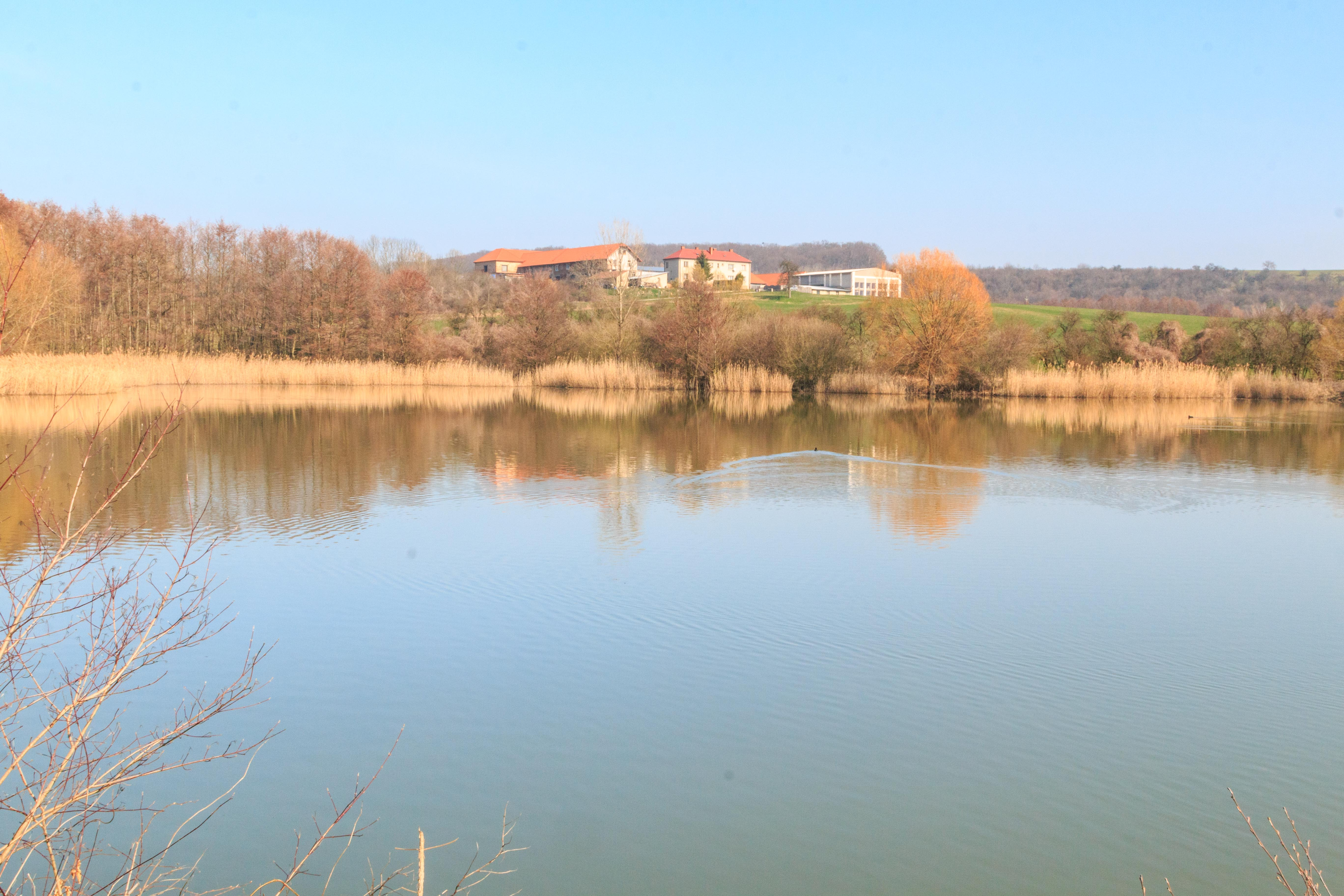
pohled na hospodářský dvůr Milkovice od rybníka Ervín